# 2713 Luxembourg
2713 Luxembourg (1938 EA) là một tiểu hành tinh vành đai chính được phát hiện ngày 19 tháng 2 năm 1938 bởi E. Delporte ở Uccle.